# Anastasija Wiertinska

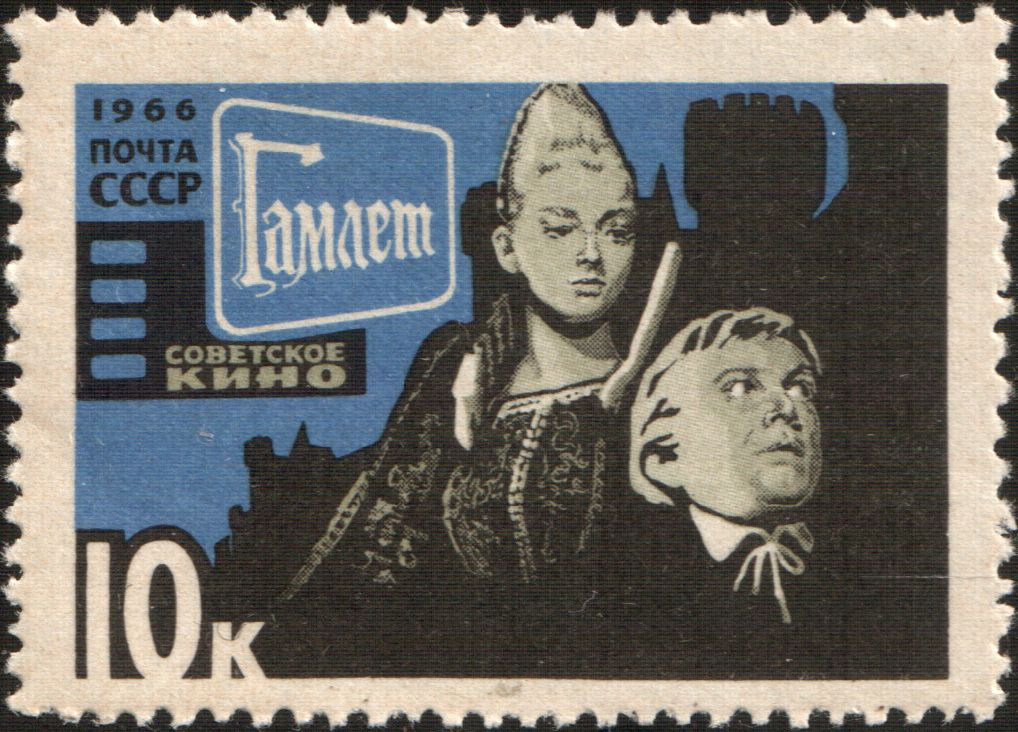
Postacie z filmu Hamlet (1964) – Anastasija Wiertinska (Ofelia) i Innokientij Smoktunowski (Hamlet) na radzieckim znaczku pocztowym z 1966 roku.

Anastasija Aleksandrowna Wiertinska (ros. Анастасия Александровна Вертинская, ur. 19 grudnia 1944) – radziecka i rosyjska aktorka filmowa i teatralna. Córka Aleksandra Wiertinskiego – rosyjskiego poety, aktora i kompozytora oraz aktorki Lidiji Wiertinskiej. Ukończyła Szkołę Teatralną im. B.W. Szczukina. Ludowa Artystka RFSRR (1988). Sławę przyniosła jej rola Ofelii w Hamlecie (1964) Grigorija Kozincewa.

## Wybrana filmografia
- 1961: Szkarłatne żagle (Алые паруса) jako Assol[3]
- 1961: Diabeł morski (Человек-амфибия) jako Guttiere[3]
- 1964: Hamlet (Гамлет) jako Ofelia[3]
- 1967: Wojna i pokój (Война и мир) jako Księżna Liza[3]
- 1967: Anna Karenina (Анна Каренина) jako Kitty[3]
- 1969: Zakochani (Влюблённые) jako Tania[3]
- 1969: Nie smuć się! (Не горюй!) jako Mary Cyncadze[3]
- 1971: Przygoda Połynina (Случай с Полыниным) jako Galina Pietrowna[3]
- 1972: Przedwczesny człowiek (Преждевременный человек) jako Olga[3]
- 1972: Cień (Тень) jako Księżniczka[3]
- 1973: Człowiek na swoim miejscu (Человек на своём месте) jako Klara[3]
- 1994: Mistrz i Małgorzata (Мастер и Маргарита) jako Małgorzata

## Odznaczenia
- Zasłużony Artysta RFSRR (1981)
- Ludowy Artysta RFSRR (1988)
- Order Honoru (2005)[4]
- Order Przyjaźni (Rosja) (2010)[5]